# Pandulf IV

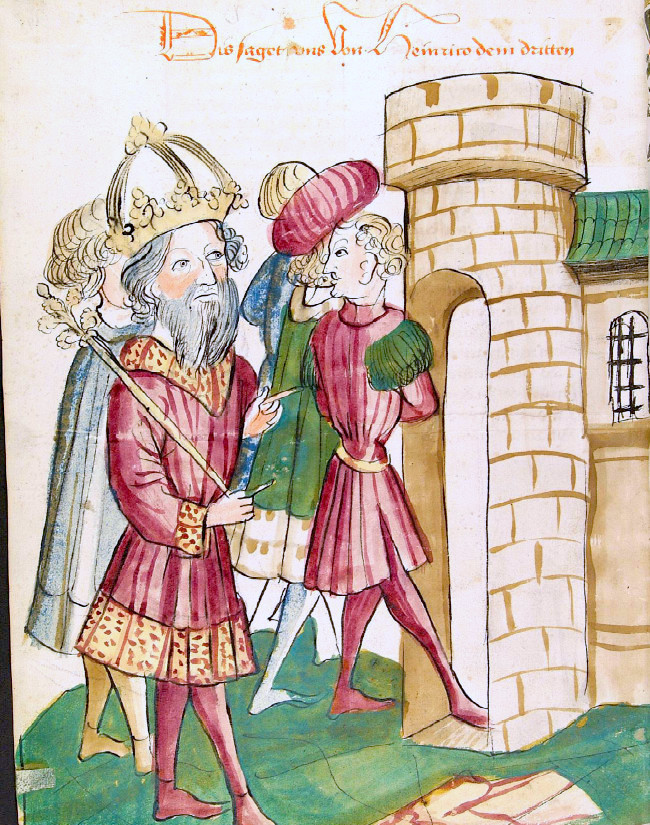
Pandulf uwięziony przez cesarza

Pandulf IV (? - 1049 lub 1050), książę Kapui, zwany Wilkiem Abruzji.
W latach 1016–1022 panował wspólnie ze swym kuzynem Pandulfem II. W 1022 został uwięziony na polecenie cesarza Henryka II. Uwolniony w 1027 przez następcę cesarza Konrada II z pomocą rycerzy normańskich odzyskał księstwo Kapui.